# Minamifurano
Minamifurano (南富良野町?) è una cittadina giapponese della prefettura di Hokkaidō.